# Joseph Bruseau de La Roche
Joseph Bruseau de La Roche (Parijs, s.d. – Brussel, 17 juli 1750) was een Franse toneelspeler, dramaturg en theaterdirecteur.
Van 1731 tot en met 1733 was La Roche de directeur van de Koninklijke Muntschouwburg te Brussel. Hij had er de positie van Jean-Richard Durant overgenomen, die zijn functie als directeur na nog geen jaar had opgegeven. Het theater kende enige successen onder La Roche, maar kreeg zware concurrentie te verduren van het Théâtre du Coffy. In 1733 gaf La Roche de functie ook op, maar als acteur hij bleef contacten onderhouden met de Muntschouwburg.
Tijdens de jaren 1740 was La Roche verkoper van behangpapier en wandtapijten.
Hij schreef verscheidene theaterwerken, waaronder:
- 1729: Arlequin Thémistocle (Brussel)
- 1731: Le Jugement comique ou la Revue des spectacles de Bruxelles (Brussel)
- 1732: Divertissements pour célébrer la fête de sa Majesté Imperiale et Catholique (Wenen)
- 1739: Les Athéniens, ballet (Brussel)
- 1744: Arlequin larron, prévôt et juge (Brussel)
- 1749: Le Retour de la paix dans les Pays-Bas (Brussel)